# 685
Évszázadok: 6. század – 7. század – 8. század
Évtizedek: 630-as évek – 640-es évek – 650-es évek – 660-as évek – 670-es évek – 680-as évek – 690-es évek – 700-as évek – 710-es évek – 720-as évek – 730-as évek
Évek: 680 – 681 – 682 – 683 –  684 – 685 – 686 – 687 – 688 – 689 – 690

## Események

### Európa
- 35 éves korában meghal IV. Kónsztantinosz bizánci császár. A trónon 16 éves fia, II. Iusztinianosz követi.
- A III. Bridei vezette piktek fellázadnak a northumbriai uralom ellen. Ecgfrith király ellenük vonul, de a Dun Nechtain-i csatában vereséget szenved és maga is elesik. Utóda Northumbria trónján törvénytelen születésű féltestvére, Aldfrith, aki addig papnak tanult Iona szigetén.
- Eadric, Kent társuralkodója Æthelwealh sussexi király segítségével legyőzi nagybátyját, Hlothhere királyt és egyedül foglalja el a trónt.
- Cædwalla, a Wessexből száműzött herceg sereget gyűjt hogy elfoglalja Sussexet. Sikerül csatában megölnie Æthelwealh királyt, de annak főnemesei, Berthun és Andhun elűzik őt és maguk veszik át az ország kormányzását.
- Centwine, Wessex királya lemond a trónról és szerzetesnek áll. Helyére távoli rokonát, Cædwallát választják meg, aki azonnal ismét megtámadja Sussexet, megöli Berthunt és elfoglalja at országot Wight szigetével együtt.
- Meghal II. Benedictus pápa. Utóda V. Ioannes, akit - több mint száz éve először - császári jóváhagyás nélkül szentelnek fel.[1]

### Arab Kalifátus
- I. Marván, a Szíriában kikiáltott idős Omajjád kalifa elfoglalja Egyiptomot és fiát, Abd el-Azizt kinevezi kormányzójának. Ezután sereget küld Irakba, hogy elűzze onnan a mekkai ellenkalifa, Abdalláh ibn al-Zubajr erőit, de aztán még az év tavaszán meghal. Utódja fia, Abd al-Malik.
- Irakban az eddig ibn al-Zubajrral szövetséges Muhtár al-Takafí elfoglalja Kúfát és imámmá és mahdivá kiáltja ki Ali kalifa fiát, Muhammad ibn al-Hanafijját.
- Antiokheiában a keresztények saját pátriárkát választanak Ióannész Marón személyében (a hivatalos pátriárkák évtizedek óta Konstantinápolyban laktak és be sem tették lábukat a muszlimok által elfoglalt városba). Innen számítják a maronita egyház elszakadását az ortodoxiától.

## Születések
- Tang Hszüan-cung, kínai császár
- III. León, bizánci császár
- Pelayo, asztúriai király

## Halálozások
- február 6. - Hlothhere, kenti király
- május 7. – I. Marván, Omajjád kalifa
- május 8. – II. Benedictus, római pápa[1]
- május 20. - Ecgfrith, northumbriai király
- szeptember 14. – IV. Kónsztantinosz, bizánci császár
- Æthelwealh, sussexi király
- Anania Sirakaci, örmény csillagász

## Fordítás
- Ez a szócikk részben vagy egészben  a(z)   685 című angol Wikipédia-szócikk ezen változatának fordításán alapul.  Az eredeti cikk szerkesztőit annak laptörténete sorolja fel. Ez a jelzés csupán a megfogalmazás eredetét és a szerzői jogokat jelzi, nem szolgál a cikkben szereplő információk forrásmegjelöléseként.